# Alchemilla aemula
Alchemilla aemula är en rosväxtart som beskrevs av Sergei Vasilievich Juzepczuk. Alchemilla aemula ingår i släktet daggkåpor, och familjen rosväxter. Inga underarter finns listade i Catalogue of Life.